# Massals
Massals é uma comuna francesa na região administrativa da Occitânia, no departamento de Tarn. Estende-se por uma área de 16.3 km², e possui 104 habitantes, segundo o censo de 2018, com uma densidade de 6.4 hab/km².